# Berhet
Berhet (tiếng Breton: Berc'hed) là một xã của tỉnh Côtes-d’Armor, thuộc vùng Bretagne, tây bắc Pháp.

## Dân số
Người dân ở Berhet được gọi là Berhetois.